# Maksymilian Zatorski
Maksymilian Zatorski (ur. 1 maja 1835 w Samborze, zm. 20 lutego 1886 w Krakowie) – profesor Uniwersytetu Jagiellońskiego, poseł Sejmu Krajowego IV kadencji (1877–1892) i Rady Państwa(1881–1886).

## Życiorys
Początkowo uczył się w Samborze, dopiero trzy ostatnie klasy ukończył w Gimnazjum św. Anny w Krakowie. W 1857 roku ukończył studia na wydziale prawa Uniwersytetu Jagiellońskiego. W 1858 roku uzyskał stopień doktora praw. Po zdaniu egzaminów do służby rządowej do 1866 roku pracował w Prokuratorii skarbu. W grudniu 1866 roku został powołany przez UJ na zastępcę profesora prawa austriackiego. W 1868 roku habilitował się, a w listopadzie tego samego roku został profesorem nadzwyczajnym. W 1870 roku mianowany profesorem zwyczajnym prawa austriackiego. Od 1869 roku był czynnym członkiem Towarzystwa Naukowego Krakowskiego, a potem członkiem nadzwyczajnym Akademii Umiejętności. Pogrzeb odbył się w Krakowie 22 lutego. Pochowany na cmentarzu Rakowickim w Krakowie (kw. Q).

### Działalność polityczna
W 1874 roku został wybrany krakowskim rajcą miejskim i był wybierany przez kolejne 12 lat. Zasiadał w sekcji szkolnej, przez kilka lat był delegatem do Rady Szkolnej okręgowej. W 1877 wybrany posłem z III kurii IV kadencji Sejmu Krajowego. Pracował w komisji prawniczej. W marcu 1881 roku po śmierci Andrzeja Rydzewskiego został wybrany posłem VI kadencji do Rady Państwa. A  w czerwcu 1885 roku został wybrany ponownie posłem VII kadencji.

## Publikacje
- Powszechna księga ustaw cywilnych dla wszystkich krajów dziedzicznych niemieckich Monarchji austryjackiej : z późniejszemi odnośnemi ustawami i rozporządzeniami[10] (Cieszyn, 1876).